# Propotamochoerus
Il propotamochero (gen. Propotamochoerus) è un mammifero artiodattilo estinto, appartenente ai suidi. Visse tra il Miocene medio e il Pliocene medio (circa 12 - 3 milioni di anni fa) e i suoi resti fossili sono stati ritrovati in Europa e in Asia. È considerato il più antico rappresentante della sottofamiglia dei suini.

## Descrizione
Questo animale doveva essere piuttosto simile a un odierno cinghiale, sia come aspetto che come dimensioni. Le prime specie (come P. palaeochoerus) erano di dimensioni ragguardevoli, superiori a quelle di altri suidi contemporanei come Parachleuastochoerus, e probabilmente arrivavano a pesare circa 120 chilogrammi, ma le successive (come P. provincialis e P. giganteus) aumentarono ancora le dimensioni fino ad oltrepassare i 150 chilogrammi di peso. La dentatura di Propotamochoerus mostra un'evoluzione verso lo sviluppo di numerose cuspidi accessorie e la concomitante perdita dell'identità delle singole cuspidi principali.

## Classificazione
Il genere Propotamochoerus venne istituito da Pilgrim nel 1926, sulla base di fossili frammentari ritrovati in India. La specie tipo è Propotamochoerus salinus.
Propotamochoerus è un suide molto importante poiché è considerato il più antico rappresentante di quella linea evolutiva che portò allo sviluppo delle forme odierne (Suinae). Si suppone che questo animale si sia sviluppato nel Miocene medio in Asia meridionale, per poi diversificarsi ed espandersi in Asia occidentale e in Europa. 

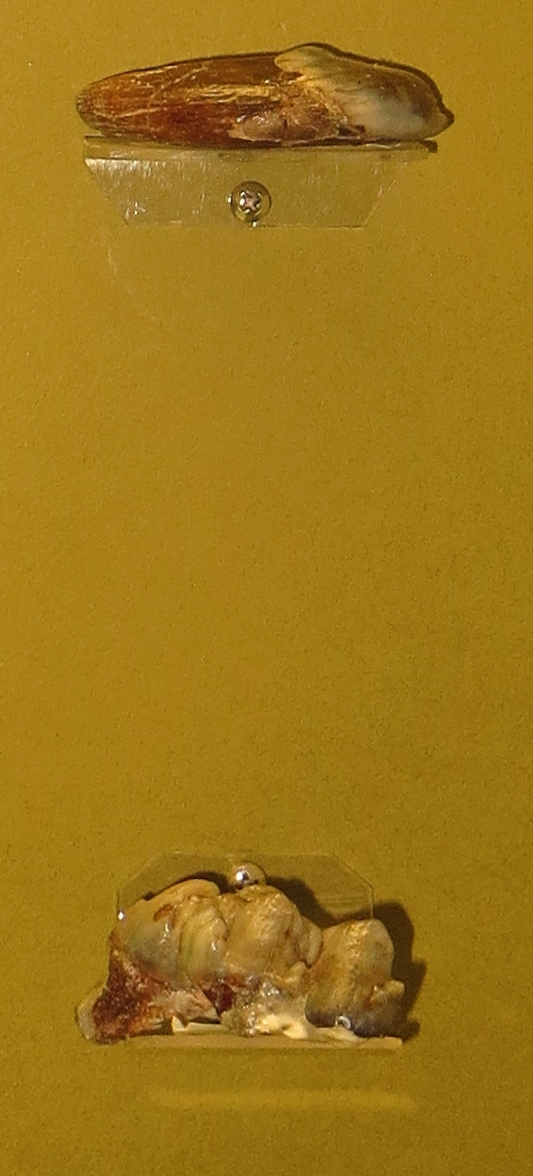
Denti di Propotamochoerus provincialis

La specie più antica è Propotamochoerus palaeochoerus, conosciuta principalmente grazie a resti provenienti dall'Europa centrale, ma anche dall'Ucraina e dalla Francia. Pochi milioni di anni dopo, il genere è ben conosciuto in Cina (con il piccolo P. wui e il poco conosciuto P. hyotherioides, dai grandi molari) e soprattutto in India, con P. hysudricus, una specie dall'alta variabilità intraspecifica: molti esemplari mostrano spiccate diversità morfologiche nel cranio, ed è possibile che in realtà questi fossili appartengano a più specie. In India era presente anche il grande P. giganteus. In Europa si sviluppò la specie P. provincialis, che fu la più grande del genere e anche l'ultima a scomparire (nel Pliocene medio). Questa grande specie sviluppò una dentatura specializzata con grandi canini e un profilo cranico dritto; i suoi fossili si rinvengono soprattutto in Francia ma sono stati ritrovati anche in altre zone d'Europa, ad esempio in Italia (Brisighella). Si suppone che quest'ultima specie, o una forma a essa simile, siano vicine all'origine della radiazione africana di suidi rappresentati dal genere Kolpochoerus, affine agli odierni ilocheri.

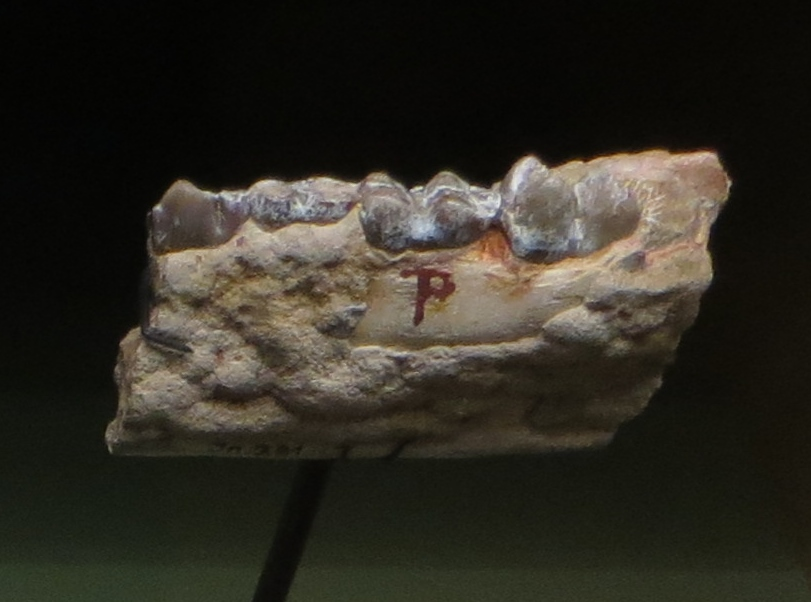
Parte della mandibola di Propotamochoerus salinus